# Беярд (Айова)
Беярд (англ. Bayard) — місто (англ. city) в США, в окрузі Гатрі штату Айова. Населення — 405 осіб (2020).

## Географія
Беярд розташований за координатами 41°51′7″ пн. ш. 94°33′28″ зх. д. / 41.85194° пн. ш. 94.55778° зх. д. (41.851956, -94.557753).  За даними Бюро перепису населення США в 2010 році місто мало площу 1,19 км², уся площа — суходіл.

## Демографія
Згідно з переписом 2010 року, у місті мешкала 471 особа в 202 домогосподарствах у складі 121 родини. Густота населення становила 397 осіб/км².  Було 232 помешкання (196/км²).
Расовий склад населення:
| - 98,7 % — білих - 0,4 % — азіатів - 0,2 % — чорних або афроамериканців |

До двох чи більше рас належало 0,6 %. Частка іспаномовних становила 1,1 % від усіх жителів.
За віковим діапазоном населення розподілялося таким чином: 25,1 % — особи молодші 18 років, 56,2 % — особи у віці 18—64 років, 18,7 % — особи у віці 65 років та старші. Медіана віку мешканця становила 39,8 року. На 100 осіб жіночої статі у місті припадало 114,1 чоловіків;  на 100 жінок у віці від 18 років та старших — 112,7 чоловіків також старших 18 років.
Середній дохід на одне домашнє господарство  становив 47 467 доларів США (медіана — 47 721), а середній дохід на одну сім'ю — 51 367 доларів (медіана — 51 875). Медіана доходів становила 29 583 долари для чоловіків та 25 833 долари для жінок. За межею бідності перебувало 26,0 % осіб, у тому числі 39,0 % дітей у віці до 18 років та 11,5 % осіб у віці 65 років та старших.
Цивільне працевлаштоване населення становило 228 осіб. Основні галузі зайнятості: роздрібна торгівля — 25,9 %, освіта, охорона здоров'я та соціальна допомога — 20,2 %, виробництво — 16,2 %.